# El peso de la prueba
El peso de la prueba, cuyo título en inglés es The Burden of Proof publicado en 1990, es la segunda novela publicada por Scott Turow. El protagonista principal es Sandy Stern, el abogado defensor que era uno de los personajes de Presumed Innocent, su primera novela.

## Resumen
Al igual que otras novelas de este autor, la acción está situada en el ficticio condado de Kindle en Illinois y algunos de sus personajes aparecerán en obras posteriores de Turow. La acción se inicia con el suicidio de su esposa Clara, la esposa del abogado Sandy Stern, y el inicio de una investigación del F.B.I. vinculada a los negocios de Dixon Hartnell, cliente y cuñado de Stern. La trama de su conflicto personal se entrelaza con esa investigación y Stern  va develando secretos cuya existencia nunca había siquiera sospechado relativos a uno y otra.     
En 1991 fue producida una miniserie de televisión basada en este libro y con el mismo título, corriendo el papel principal a cargo de Héctor Elizondo.
- Datos: Q7720621